# Lewis Powell

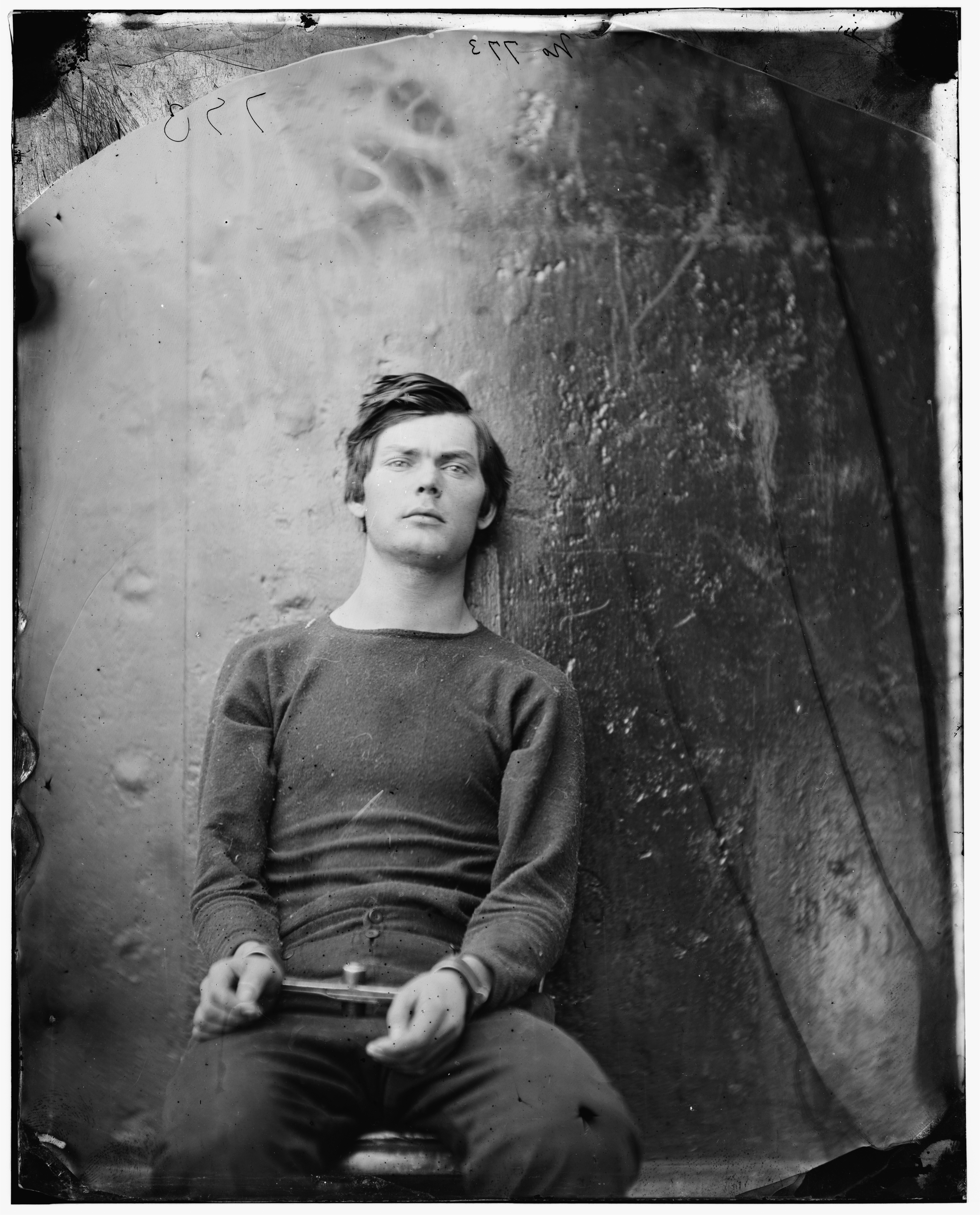
Lewis Powell i april 1865.

Lewis Thornton Powell, även känd som Lewis Payne, född 22 april 1844 i Randolph County, Alabama, död 7 juli 1865 i Washington, D.C., försökte utan framgång att lönnmörda USA:s utrikesminister William H. Seward, och var en av fyra personer som hängdes för konspirationen bakom mordet på Abraham Lincoln. Tillsammans med Powell avrättades Mary Surratt, David Herold och George Atzerodt.